# Barbara Lochbihler
Barbara Lochbihler (nascida em 20 de maio de 1959, Obergünzburg ) é uma política alemã que atuou como membro do Parlamento Europeu (MEP) de 2009 a 2019. É membro da Aliança 90/Os Verdes, parte do Partido Verde Europeu . 

## Início da carreira
Entre 1992 e 1999, Lochbihler foi Secretária Geral da Liga Internacional das Mulheres para a Paz e a Liberdade. Por uma década, a partir de 1999, atuou como Secretária Geral da Anistia Internacional na Alemanha. 

## Carreira política
Depois de se tornar membro do Parlamento Europeu, Lochbihler atuou no Subcomitê de Direitos Humanos (DROI), tendo sido presidente de 2011 a 2014. Foi também membro da Comissão dos Negócios Estrangeiros (AFET) e da delegação parlamentar para  relações com países do Sudeste Asiático e da Associação das Nações do Sudeste Asiático (ASEAN).
Dentro de seu grupo parlamentar Verdes-Aliança Livre Europeia, Lochbihler atuou como porta-voz de direitos humanos e política externa. 
Já em 2016, Lochbihler anunciou que não concorreria às eleições europeias de 2019, mas renunciaria à atividade política ativa até o final de seu mandato parlamentar.

## Outras atividades
- Membro do Conselho de Curadores da Fundação Petra Kelly [4]